# Illinois State Route 7
Die Illinois State Route 7 (kurz IL 7) ist eine State Route im US-Bundesstaat Illinois, die in Nord-Süd-Richtung verläuft.
Die State Route beginnt am U.S. Highway 6 in Rockdale und endet nach 45 Kilometern in Worth an der Illinois State Route 43.

## Verlauf
Im Norden von Rockdale trifft die IL 7 auf die Interstate 80 und im Stadtgebiet von Joliet auf die U.S. Highways 30 und 52. Ab Lockport verläuft sie in östlicher Richtung und überquert im Osten der Stadt die Interstate 355. In Orlando Park trifft die Illinois State Route 7 zunächst erneut auf den US 6 und kurz darauf auf den U.S. Highway 45. Nach der Überquerung des Calumet Sag Channels, der zum Illinois Waterway gehört, erreicht die Straße den Ort Worth.